# Lauren German
Lauren Christine German (* 29. listopadu 1978 Huntington Beach, Kalifornie) je americká herečka.

## Životopis
Narodila se v Huntington Beach v Kalifornii. Její otec pracuje jako cévní chirurg. Navštěvovala střední školy Los Alamitos High School a Orange County High School of the Arts. Později se přihlásila na Univerzitu v Jižní Kalifornii, kde studovala antropologii.
Poprvé se objevila na divadelních prknech ve hrách Peter Pan a Oliver. V roce 2000 přišel její první celovečerní debut, kde se v malé roli zamilované ženy objevila v romantické komedii Zůstaň se mnou.
V roce 2002 ztvárnila vedlejší roli v romantickém dramatu Dlouhá cesta podle stejnojmenné knihy od Nicholase Sparkse, v hlavních rolích se Shanem Westem a Mandy Moore. Ztvárnila Belindu, se kterou se ve filmu rozejde Westova postava. Poté se objevila v hororu Dead Above Ground, v dramatu A Midsummer Night’s Rave a v televizním filmu Osamělý strážce. V roce 2003 se ucházela o hlavní roli ve filmu Texaský masakr motorovou pilou, ale roli nakonec získala Jessica Biel a German ztvárnila malou roli stopařky.
Zahrála si menší role v dramatu Born Killers, v thrilleru RX, romantické komedii Svatební víkend a v dramatu It Is Fine! Everything Is Fine. V roce 2007 se znovu objevila po boku Shana Westa v hudebním dramatu What We Do Is Secret. Objevila se v hororu Hostel II, který produkoval Quentin Tarantino. V roce 2011 si zahrála ve francouzském apokalyptickém thrilleru The Divide.
V roce 2016 se objevila po boku Toma Ellise v seriálu Lucifer, kde ztvárnila policistku Chloe Decker, kterou fascinuje Lucifer Morningstar (Ellis). Seriál měl premiéru 25. ledna 2016 na televizní stanici Fox.

## Filmografie

### Film
| Rok  | Název                           | Role            | Poznámky |
| ---- | ------------------------------- | --------------- | -------- |
| 2000 | Zůstaň se mnou                  | zamilovaná žena |          |
| 2002 | Dlouhá cesta                    | Belinda         |          |
| 2002 | Dead Above Ground               | Darcy Peters    |          |
| 2002 | A Midsummer Night's Rave        | Elena           |          |
| 2003 | Texaský masakr motorovou pilou  | stopařka        |          |
| 2005 | Rx                              | Melissa         |          |
| 2005 | Svatební víkend                 | Jennifer        |          |
| 2005 | Born Killers                    | Gertle          |          |
| 2007 | It Is Fine! Everything Is Fine. | Ruth            |          |
| 2007 | You Are Here                    | Cassie          |          |
| 2007 | Láska a Mary                    | Mary            |          |
| 2007 | Hostel II                       | Beth            |          |
| 2007 | What We Do Is Secret            | Belinda         |          |
| 2008 | Mating Dance                    | Abby            |          |
| 2009 | Stvořeni pro sebe               | Catherine       |          |
| 2009 | Temná krajina                   | Gina            |          |
| 2011 | The Divide                      | Eva             |          |

### Televize
| Rok       | Název                  | Role                         | Poznámky                                 |
| --------- | ---------------------- | ---------------------------- | ---------------------------------------- |
| 2000      | Undressed              | Kimmy                        | Televizní seriál                         |
| 2001      | Shotgun Love Dolls     | Beth                         | Televizní film                           |
| 2001      | Sedmé nebe             | Marie                        | Epizoda: „Apologize“                     |
| 2002      | Going to California    | Tiffany                      | Epizoda: „A Little Hard in the Big Easy“ |
| 2003      | Osamělý strážce        | Emily Landry                 | Televizní film                           |
| 2005      | Sex, láska a tajemství | Rose                         | Hlavní role, 8 epizod                    |
| 2006      | Dorothy                | Maddy                        | Televizní film                           |
| 2010      | Happy Town             | Henley Boone/Chloe           | Hlavní role, 8 epizod                    |
| 2011      | Lidský terč            | Angie Anderson               | Epizoda: „Kill Bob“                      |
| 2011      | Memphis Beat           | Kaylee Slater                | Epizody: „Identity Crisis“, „The Feud“   |
| 2011–12   | Hawaii 5-0             | agentka Lauren „Lori“ Weston | Hlavní role, 15 epizod                   |
| 2012–14   | Chicago Fire           | Leslie Shay                  | Hlavní role, 47 epizod                   |
| 2014      | Chicago P.D.           | Leslie Shay                  | 2 epizody                                |
| 2016–2021 | Lucifer                | Chloe Decker                 | hlavní role                              |